# Territoriale stridigheder
Denne liste over territoriale stridigheder angiver landområder, som forskellige stater har gjort krav på.

## Afrika
| Landområde                                  | Lande i strid                                   |
| ------------------------------------------- | ----------------------------------------------- |
| Bassas da India, Europa-øen og Juan de Nova | Frankrig og Madagaskar                          |
| Badme                                       | Etiopien og Eritrea                             |
| Banc du Geyser                              | Madagaskar, Frankrig og Comorerne               |
| Bure                                        | Etiopien og Eritrea                             |
| Cabinda                                     | Angola og Congo                                 |
| Ceuta og Melilla                            | Spanien og Marokko                              |
| Chagos-øgruppen                             | England, Mauritius og Seychellerne              |
| Chirac                                      | Marokko og Algeriet                             |
| Corisco                                     | Gabon og Ækvatorialguinea                       |
| Glorieuses-øerne                            | Frankrig, Madagaskar, Seychellerne og Comorerne |
| Hala'ib-trekanten                           | Egypten og Sudan                                |
| Persilleøen                                 | Spanien og Marokko                              |
| Ilemi-trekanten                             | Kenya, Etiopien og Sudan                        |
| Kangawane Swazi                             | Sydafrika og Swaziland                          |
| Kariba og Sindabezi-øerne                   | Zambia og Zimbabwe                              |
| Kasikili                                    | Botswana og Namibia                             |
| Lete-øen                                    | Benin og Namibia                                |
| Lunchinda-Pweto                             | Zambia og Congo                                 |
| Mayotte                                     | Frankrig og Comorerne                           |
| Mbane-øen                                   | Gabon og Ækvatorialguinea                       |
| Nordvestlige Niger                          | Niger og Libyen                                 |
| Ogaden                                      | Etiopien og Somalia                             |
| Peñón de Alhucemas                          | Marokko og Spanien                              |
| Sydøstlige Algeriet                         | Algeriet og Libyen                              |
| Socotra                                     | Yemen og Somalia                                |
| Tromelin                                    | Frankrig og Mauritius                           |
| Tsorona-Zalambessa                          | Etiopien og Eritrea                             |
| Yenga                                       | Sierra Leone og Guinea                          |

## Amerika
| Landområde                                          | Lande i strid                                         |
| --------------------------------------------------- | ----------------------------------------------------- |
| Ankoko-øen                                          | Guyana og Venezuela                                   |
| Arroio Invernada                                    | Brasilien og Uruguay                                  |
| Sydlige Belize                                      | Belize og Guatemala                                   |
| Bajo Nuevo Bank                                     | USA, Jamaica, Colombia og Honduras                    |
| Isla de Aves                                        | Venezuela og Dominikanske Republik                    |
| Brazilera-øen                                       | Brasilien, Argentina og Uruguay                       |
| Conejo-øen                                          | Honduras og El Salvador                               |
| Falklandsøerne                                      | England og Argentina                                  |
| Fransk Guyana                                       | Frankrig og Surinam                                   |
| Guantanamo Bay                                      | USA og Cuba                                           |
| Østlige Guyana                                      | Guyana og Venezuela                                   |
| Vestlige Guyana                                     | Guyana og Venezuela                                   |
| Hans Ø                                              | Danmark (for Grønland) og Canada (løst 11. juni 2022) |
| Navassa                                             | USA og Haiti                                          |
| Río San Juan                                        | Costa Rica og Nicaragua                               |
| San Andrés og Providencia                           | Colombia og Nicaragua                                 |
| Sapodilla Cays                                      | Belize, Guatemala og Honduras                         |
| Serranilla Bank                                     | USA, Colombia, Nicaragua og Honduras                  |
| Sydgeorgien og Sydsandwichøerne samt Shag-klipperne | England og Argentina                                  |
| Campo de Hielo Sur                                  | Argentina og Chile                                    |

## AsienogOceanien
| Landområde                    | Lande i strid                                   |
| ----------------------------- | ----------------------------------------------- |
| Abu Musa                      | Iran og De Forenede Arabiske Emirater           |
| Aksai Chin                    | Kina og Indien                                  |
| Sydlige Tibet                 | Indien og Kina                                  |
| Baektu-san                    | Kina, Sydkorea og Nordkorea                     |
| Banaba-øen                    | Kiribati og Fiji                                |
| Bangi Daar                    | Pakistan og Afghanistan                         |
| Bagys og Turkestan            | Usbekistan og Kasakhstan                        |
| Bhutanesiske enklaver i Tibet | Kina og Bhutan                                  |
| Talpatty-øen og New Moore     | Bangladesh og Indien                            |
| Bougainville                  | Papua New Guinea og Salomonøerne                |
| Doi Land                      | Myanmar og Thailand                             |
| Dokdo                         | Sydkorea, Nordkorea og Japan                    |
| 124 km² jordansk territorium  | Syrien og Jordan                                |
| Østlige Jerusalem             | Israel og Palæstina                             |
| Golan-højderne                | Israel og Syrien                                |
| Tumb                          | Iran og Forenede Arabiske Emirater              |
| Isfara-dalen                  | Kirgisistan og Tadsjikistan                     |
| Junagadh                      | Indien og Pakistan                              |
| Kashmir                       | Pakistan og Indien                              |
| Kalipani, Susta og Antudanda  | Indien og Nepal                                 |
| Kurilerne                     | Rusland og Japan                                |
| Kula Kangri                   | Bhutan og Kina                                  |
| Ligitan og Sipidan            | Malaysia og Indonesien                          |
| Limbang                       | Brunei og Malaysia                              |
| Macclesfield Bank             | Kina og Vietnam                                 |
| Matthew- og Hunterøerne       | Vanuta og Frankrig                              |
| Minerva Reef                  | Tonga og Fiji                                   |
| Purbasha-øen                  | Bangladesh og Indien                            |
| Nordlige Bhutan               | Bhutan og Kina                                  |
| Qarah og Umm Al Maradim       | Kuwait og Saudi Arabien                         |
| Quatern-øen                   | Indien og Pakistan                              |
| Palau Batek                   | Indonesien og Østtimor                          |
| Palmasøerne                   | Indonesien og Filippinerne                      |
| Paraceløerne                  | Kina og Vietnam                                 |
| Pedra Branca                  | Singapore og Malaysia                           |
| Prachin Buri                  | Thailand og Cambodja                            |
| Sabah                         | Malaysia og Filippinerne                        |
| Sakhalin                      | Rusland og Japan                                |
| Scarborough Shoal             | Filippinerne og Kina                            |
| Senkakuøerne                  | Japan og Kina                                   |
| Shatt al-Arab                 | Iran og Irak                                    |
| Shebaan-farmen                | Israel, Libanon og Syrien                       |
| Siachen                       | Indien og Pakistan                              |
| Sir Creek                     | Indien og Pakistan                              |
| Spratlyøerne                  | Kina, Vietnam, Filippinerne, Malaysia og Brunei |
| Swains ø                      | USA og Tokelau                                  |
| Tumen-floden                  | Kina, Sydkorea og Nordkorea                     |
| Vozrozhdeniya-øen             | Kasakhstan og Usbekistan                        |
| Wake-øen                      | USA og Marshall-øerne                           |
| Yalu-floden                   | Kina, Sydkorea og Nordkorea                     |

## Europa
| Landområde                               | Lande i strid                                                                     |
| ---------------------------------------- | --------------------------------------------------------------------------------- |
| Piran-bugten                             | Slovenien og Kroatien                                                             |
| Ems' flodmunding og Dollart-bugten       | Holland og Tyskland                                                               |
| Ferdinandea                              | Italien, England, Frankrig, Spanien, Malta, Algeriet, Tunesien, Libyen og Marokko |
| Gibraltar                                | England og Spanien                                                                |
| Landtange mellem Gibraltar og Spanien    | England og Spanien                                                                |
| Imia/Kardak                              | Grækenland og Tyrkiet                                                             |
| Mont Blanc                               | Frankrig og Italien                                                               |
| Østlige kyst ved Narva-floden og Petseri | Rusland og Estland                                                                |
| Olivenza                                 | Spanien og Portugal                                                               |
| Pichvni                                  | Georgien og Rusland                                                               |
| Pytalovsky                               | Rusland og Letland                                                                |
| Rockall                                  | England, Irland, Danmark og Island                                                |
| Slangeøen                                | Ukraine og Rumænien                                                               |
| 3x60 m strimmel ved Vatikanet            | Den Hellige Stol og Italien                                                       |